# جيروم كاس
جيروم كاس (بالإنجليزية: Jerome Kass)‏ هو مؤلف وكاتب سيناريو وكاتب مسرحي أمريكي، ولد في 21 أبريل 1937 في شيكاغو في الولايات المتحدة، وتوفي في 22 أكتوبر 2015 في مانهاتن في الولايات المتحدة بسبب سرطان البروستاتا.

## وصلات خارجية
- جيروم كاس على موقع IMDb (الإنجليزية)
- جيروم كاس على موقع أول موفي (الإنجليزية)
- جيروم كاس على موقع قاعدة بيانات برودواي على الإنترنت (الإنجليزية)
- جيروم كاس على موقع قاعدة بيانات الأفلام السويدية (السويدية)
- جيروم كاس على موقع قاعدة بيانات الفيلم (الإنجليزية)
- جيروم كاس على موقع كينوبويسك (الروسية)